# إدوارد ونايت (ملحن)
إدوارد ونايت (بالإنجليزية: Edward Knight)‏ هو عالم موسيقى وملحن أمريكي، ولد في 4 نوفمبر 1961 في آن آربر في الولايات المتحدة.

## وصلات خارجية
- الموقع الرسمي